# Epirhyssa petiolaris
Epirhyssa petiolaris är en stekelart som först beskrevs av Kamath och Gupta 1972.  Epirhyssa petiolaris ingår i släktet Epirhyssa och familjen brokparasitsteklar. Utöver nominatformen finns också underarten E. p. borneensis.